# Lalkuan
Lalkuan é uma cidade e uma nagar panchayat no distrito de Nainital, no estado indiano de Uttaranchal.

## Demografia
Segundo o censo de 2001, Lalkuan tinha uma população de 6524 habitantes. Os indivíduos do sexo masculino constituem 55% da população e os do sexo feminino 45%. Lalkuan tem uma taxa de literacia de 70%, superior à média nacional de 59.5%: a literacia no sexo masculino é de 76% e no sexo feminino é de 62%. Em Lalkuan, 17% da população está abaixo dos 6 anos de idade.